# Regina—Lewvan
Circonscription électorale fédérale du Canada
Regina—Lewvan est une circonscription électorale fédérale canadienne dans la province de la Saskatchewan représentée depuis 2015. 

## Géographie
Elle est créée en 2012 des circonscriptions de Palliser et Regina—Lumsden—Lake Centre, entourant la moitié occidentale de Regina.
Les circonscriptions limitrophes sont Moose Jaw—Lake Centre—Lanigan, Regina—Wascana et Regina—Qu'Appelle.

2013
2023

## Députés élus
| Législature | Années        | Député | Député          | Parti politique                       |
| ----------- | ------------- | ------ | --------------- | ------------------------------------- |
| 42e         | 2015-2018     |        | Erin Weir       | NPD                                   |
| 42e         | 2018-2018     |        | Erin Weir       | Indépendant                           |
| 42e         | 2018-2019     |        | Erin Weir       | Fédération du Commonwealth coopératif |
| 43e         | 2019–2021     |        | Warren Steinley | Conservateur                          |
| 44e         | 2021–2025     |        | Warren Steinley | Conservateur                          |
| 45e         | 2025–en cours |        | Warren Steinley | Conservateur                          |

## Résultats électoraux
Modèle:Élection générale canadienne de 2025 — Regina—Lewvan
|       | Candidat           | Parti             | # de voix | % des voix |
|       | Trent Frazer       | Conservateur      | +16 711,  | 34,94 %    |
|       | Louis Browne       | Libéral           | +13 143,  | 27,48 %    |
|       | Erin Weir          | NPD               | +16 843,  | 35,21 %    |
|       | Tamela Friesen     | Vert              | +00839,   | 1,75 %     |
|       | Wojciech K. Dolata | Parti libertarien | +00298,   | 0,62 %     |
| Total | Total              | Total             | 47 834    | 100 %      |